# Krijger (strijder)

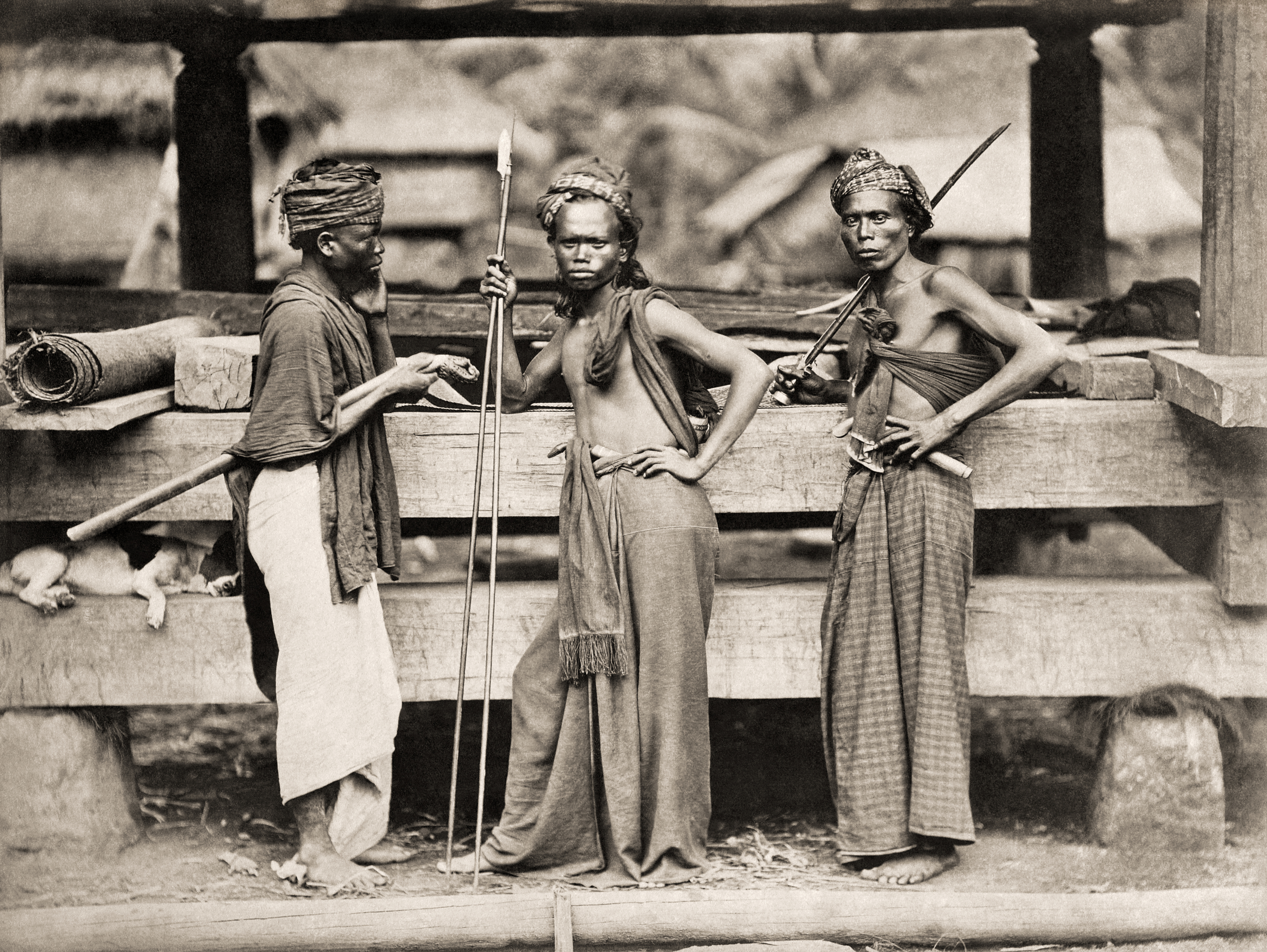
Batak-krijgers, Wereldmuseum Amsterdam

Een krijger is een strijder van een stam of volk. Ook kan het gaan om een beoefenaar van een specifieke krijgskunst, zoals Xing Yi Quan. Het woord slaat vooral op strijders uit vroegere tijden of uit tribale samenlevingen.
Het hoeft hierbij niet per se te gaan om een primitief volk, zoals sommige bronnen stellen. Volkeren met een rijke cultuur, zoals de Nazcacultuur en de Amazonen, kenden krijgers.
Bij modernisering van de samenleving worden krijgers geprofessionaliseerd en krijgen betaald voor hun diensten. In dit geval wordt de persoon soldaat genoemd, als die voor zijn eigen staat vecht; of huurling, als die zijn diensten commercieel aanbiedt.

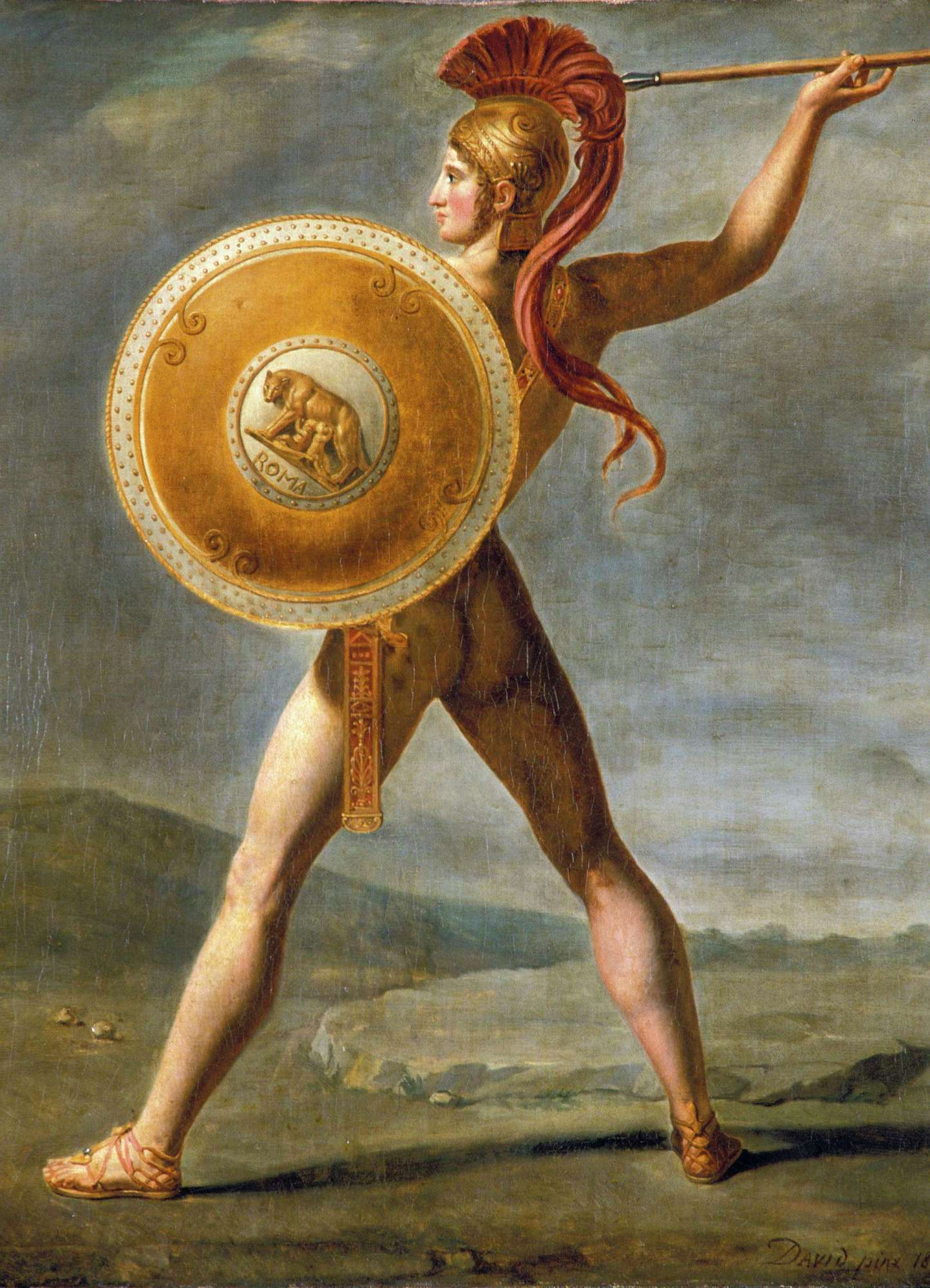
Romeinse krijger uit de klassieke oudheid
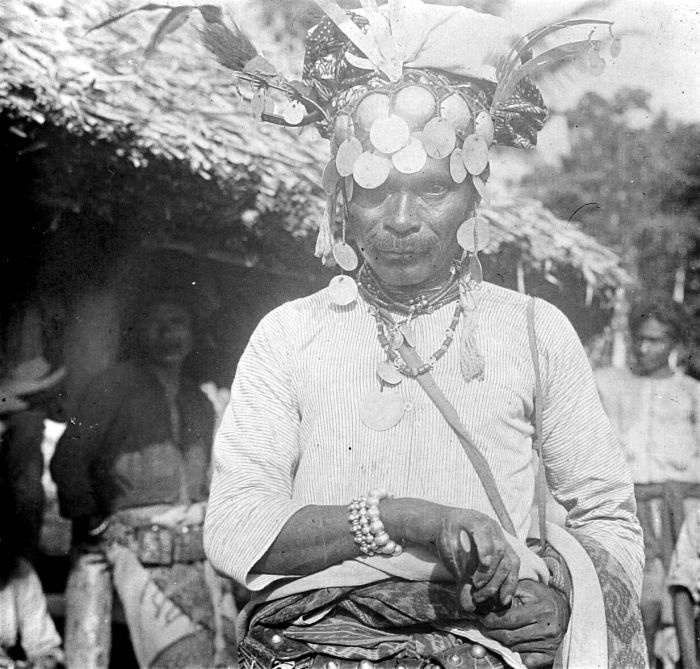
Krijger-koppensneller van de Amarasi, Timor
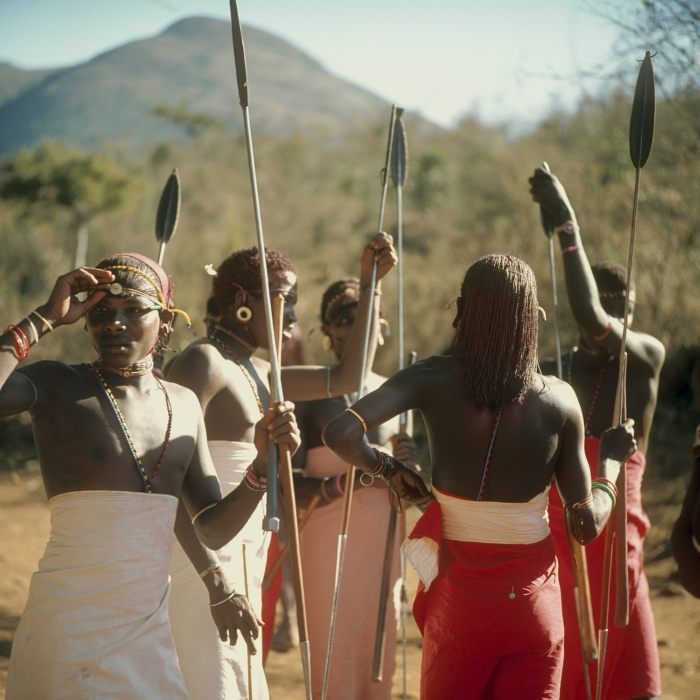
Samburu-krijgers
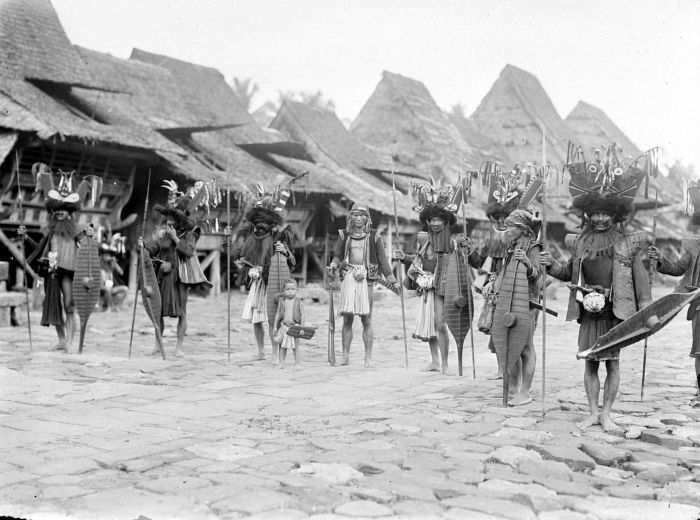
Krijgers uit Nias

## Fantasy-genre
Het woord wordt nog steeds gebruikt in het fantasy-genre, zowel in boeken en films als in computerspellen, waar men het vaak als vertaling gebruikt voor het Engelse warrior. In die context en ook in sommige andere is het een antoniem van magiër.